# Inziana River
Inziana River är ett vattendrag i Kanada.   Det ligger i provinsen British Columbia, i den sydvästra delen av landet, 3 700 km väster om huvudstaden Ottawa.
I omgivningarna runt Inziana River växer i huvudsak barrskog. Trakten runt Inziana River är nära nog obefolkad, med mindre än två invånare per kvadratkilometer.